# Massacro di Ezeiza
Il massacro di Ezeiza è una strage avvenuta il 20 giugno 1973 presso l'aeroporto internazionale di Ezeiza, vicino a Buenos Aires, in Argentina, tra sostenitori del Partito peronista.

## Storia

### Il contesto
Il 20 giugno 1973 il generale Juan Domingo Perón rientrò in Argentina, dopo 18 anni di esilio in Spagna. Il suo arrivo era previsto all'aeroporto Ezeiza, presso Buenos Aires, ma all'ultimo momento la destinazione fu cambiata ed il presidente atterrò all'altro aeroporto di Buenos Aires, l'Aeroparque Jorge Newbery.
Circa 2 milioni di sostenitori comunque erano presenti ad attenderlo ad Ezeiza, composti eterogeneamente dalla sinistra peronista e dalla destra peronista, che sotto la guida populista del loro leader per anni avevano convissuto senza scontrarsi mai in maniera radicale, e assieme avevano affrontato il lungo esilio (dal 1955) del loro leader.

### Gli scontri
La strage, in cui perirono 13 persone e 365 furono ferite, fu organizzata dall'ala estremista della destra peronista, in particolare dal segretario personale di Perón, José López Rega, e poi dalla Tripla A, l'organizzazione paramilitare anticomunista da lui fondata successivamente. Alcuni membri di tale organizzazione, appostatisi con fucili di precisione su degli spalti, fecero fuoco sul popolo della sinistra peronista, e sull'organizzazione dei Montoneros. Secondo la ricostruzione del giudice Baltasar Garzón, anche Stefano Delle Chiaie - coinvolto in numerosi casi di spalleggiamento a dittature in America Latina - era presente quel giorno a Ezeiza, ed era compromesso nella vicenda.

### Le conseguenze
Dopo quell'evento si ruppero gli equilibri di pacifica convivenza fra la destra e la sinistra peronista in Argentina, e la tensione fu spinta sempre oltre dai gruppi paramilitari e dalle organizzazioni di guerriglieri, che arrivarono sull'orlo della guerra civile. Juan Domingo Perón perse il sostegno della sinistra, dal momento che aveva smarrito molto del suo carisma e portava avanti sempre più una politica conservatrice, dando sostegno alla destra, poiché si trovava in balia del suo segretario, José López Rega. La destra peronista sostenne Isabel Martínez de Perón, che era succeduta al marito nel 1974, fino a quando fu spodestata da un golpe militare che governò il Paese dal 1976 al 1983.